# Lindsay Gavin
Lindsay Gavin (23 de marzo de 1994) es una deportista neocaledonia que compite en taekwondo. Ganó tres medallas en el Campeonato de Oceanía de Taekwondo entre los años 2012 y 2019.

## Palmarés internacional
| Campeonato de Oceanía | Campeonato de Oceanía  | Campeonato de Oceanía | Campeonato de Oceanía |
| Año                   | Lugar                  | Medalla               | Categoría             |
| --------------------- | ---------------------- | --------------------- | --------------------- |
| 2012                  | Gold Coast (Australia) | Medalla de plata      | –57 kg                |
| 2016                  | Suva (Fiyi)            | Medalla de bronce     | –57 kg                |
| 2019                  | Apia (Samoa)           | Medalla de plata      | –53 kg                |